# Campeonato de Primera División 1914 de la FAF (Argentina)
El Campeonato de Primera División de 1914 de la Federación Argentina de Football fue el vigésimo sexto torneo de la Primera División del fútbol argentino, y el tercero y último organizado por dicha entidad. Se disputó entre el 5 de abril y el 8 de noviembre, prácticamente al mismo tiempo que el de la Asociación Argentina de Football, con la que se reunificó para el certamen siguiente. Completaron el torneo solamente ocho equipos de los diez iniciales. Se jugó por el sistema de todos contra todos, a dos ruedas.
Vio ganador, por segunda vez, al Club Atlético Porteño.

## Ascensos y descensos
| Pos | Equipo ascendido  |
| --- | ----------------- |
| 1.º | Sportivo Floresta |

| Pos  | Equipos descendidos en la temporada 1913 |
| ---- | ---------------------------------------- |
| 10.º | Sportiva Argentina                       |

## Tabla de posiciones final
| Pos | Equipo                  | Pts | PJ | G  | E | P  | GF | GC | Dif |
| --- | ----------------------- | --- | -- | -- | - | -- | -- | -- | --- |
| 1.º | Porteño                 | 24  | 14 | 10 | 4 | 0  | 46 | 18 | 28  |
| 2.º | Estudiantes (LP)        | 21  | 14 | 9  | 3 | 2  | 31 | 16 | 15  |
| 3.º | Independiente           | 19  | 14 | 7  | 5 | 2  | 27 | 13 | 14  |
| 4.º | Kimberley               | 12  | 14 | 5  | 2 | 7  | 21 | 39 | -18 |
| 5.º | Gimnasia y Esgrima (BA) | 11  | 14 | 4  | 3 | 7  | 19 | 20 | -1  |
| 6.º | Hispano Argentino       | 11  | 14 | 4  | 3 | 7  | 25 | 29 | -4  |
| 7.º | Atlanta                 | 10  | 14 | 4  | 2 | 8  | 21 | 33 | -12 |
| 8.º | Sportivo Floresta       | 4   | 14 | 1  | 2 | 11 | 11 | 33 | -22 |
| -   | Tigre                   | -   | -  | -  | - | -  | -  | -  | -   |
| -   | Argentino de Quilmes    | -   | -  | -  | - | -  | -  | -  | -   |